# مرفق كلز أنقبر للإقامة
مرفق كلز أنقبر السكني هو مخيم للاجئين الفارين من الحرب الأهلية السورية في تركيا. تقع أنقبر في تركيا بجوار حدودها مع سوريا، في كلز. افتُتِح المخيم في عام 2012، واستضاف 14000 شخص في شباط 2014. يتكون المخيم من 2053 حاوية مرتبطة بممرات من الآجر. تٌقدم العديد من الخدمات للأطفال، كالمدارس ورياض الأطفال والملاعب، ويبلغ عددهم في المخيم 2000 تلميذًا. يُشغَّل المخيم بالكامل على يد لجنة رئاسة إدارة الكوارث والطوارئ التركية. كان كلز واحدةً من ستة حاويات مُعسكرية التي افتتحتها تركيا، والتي سعت إلى تقديم نوعية حياة أعلى من معسكرات المخيمات التقليدية. تتلقى كل عائلة لاجئة ما مجموعه 43 دولارًا لكل شخص شهريًا، عن طريق نظام بطاقة الطعام، والتي يُسمح لهم بإنفاقها في المتاجر المختلفة العاملة في المخيم.